# Lagenandra gomezii
Lagenandra gomezii là một loài thực vật có hoa trong họ Ráy (Araceae). Loài này được (Schott) Bogner & N.Jacobsen mô tả khoa học đầu tiên năm 1987.